# Alena Lukasová
Alena Lukasová (14. prosince 1936 Ostrava - 2023) byla česká informatička a vysokoškolská pedagožka. Byla prorektorkou pro rozvoj Ostravské univerzity. Doktorát složila v roce 1978 na tehdejší Universitě Jana Evangelisty Purkyně v Brně. Kandidaturu věd složila v roce 1991 na Vysoké škole báňské. Habilitaci měla na Ostravské univerzitě v roce 1990.
Spolu s Janou Šarmanovou dostaly prémii Českého literárního fondu za publikaci Metody shlukové analýzy.
Jejími rodiči byli Karel a Anna Lukasovi, synem architekt David.

## Dílo
- LUKASOVÁ, Alena. Hierarchical agglomerative clustering procedure. Pattern Recognition. 1979, roč. 11, čís. 5–6, s. 365–381. Dostupné online. ISSN 0031-3203. doi:10.1016/0031-3203(79)90049-9.
- LUKASOVÁ, Alena; ŠARMANOVÁ, Jana. Metody shlukové analýzy. Praha: SNTL, 1985. 210 s.
- LUKASOVÁ, Alena. Formální logika v umělé inteligenci. Brno: Computer Press, 2003, s. [Ia]. ISBN 80-251-0023-5. Dostupné také z: NDK
- LUKASOVÁ, Alena. Logika pro učitele I. Ostrava: Ostravská univerzita, 2003, s. [1a]. ISBN 80-7042-856-2. Dostupné také z: NDK
- LUKASOV8, Alena. Reasoning with Semantic Tableau Binary Trees in Description Logic, Conference: Proceedings of the 2005 International Workshop on Description Logics (DL2005), Edinburgh, Scotland, UK, July 26-28, 2005, Dostupné online
- LUKASOVÁ, Alena. Formální logika a sémantický web. Ostrava: Ostravská univerzita, 2010. 343 s. ISBN 978-80-7368-900-1.
- LUKASOVÁ, Alena; ŽÁČEK, Martin; VAJGL, Martin; TELNAROVÁ, Zdeňka. Formální logika a sémantický web. Plzaň: Západočeská univerzita, 2015. 260 s. ISBN 978-80-261-0408-7.
- LUKASOVÁ, Alena; ŽÁČEK, Martin; VAJGL, Martin. Reasoning in Formal Systems of Extended RDF Networks. Lecture Notes in Computer Science. Čís. 10192, s. 371–381. Dostupné online. ISSN 1611-3349. doi:10.1007/978-3-319-54430-4_36. (anglicky)